# Koenraad II Otto van Bohemen
Koenraad II Otto van Bohemen ook bekend als Koenraad III Otto van Moravië (circa 1135 - Napels, 9 september 1191) was markgraaf van Moravië en hertog van Bohemen.

## Levensloop
Hij was de zoon van Koenraad II, hertog van Znojmo, en Maria van Servië. Na de dood van zijn vader in 1161 nam hij de leiding van het hertogdom Znojmo, een van de drie hertogdommen van Moravië, over. 
In 1182 maakte keizer Frederik I Barbarossa Moravië los van Bohemen en maakte er een markgraafschap van. Deze markgraaf zou dan de vazal van Frederik Barbarossa worden. Frederik Barbarossa wilde echter een lid van het huis Přemysliden tot markgraaf benoemen om zo de band tussen Moravië en Bohemen te behouden. Koenraad Otto, die tot dit huis behoorde, werd daarom deze functie toegewezen.
In 1184 ontstond er bloedige oorlog tussen het markgraafschap Moravië en het hertogdom Bohemen. Koenraad Otto werd in 1185 bij Loděnice verslagen door prins Ottokar van Bohemen en bij het daaropvolgende vredesverdrag werd Moravië terug aan Bohemen toegevoegd. Hierdoor werd de markgraaf van Moravië de vazal van de hertog van Bohemen.
Na de dood van hertog Frederik van Bohemen in 1189, werd Koenraad Otto verkozen tot de nieuwe hertog van Bohemen, waardoor hij ontslag nam als markgraaf van Moravië en Moravië en Bohemen terug verenigd werden. In 1191 begeleidde hij keizer Hendrik VI op zijn veldtocht in Italië en nam onder meer deel aan het beleg van de stad Napels. Bij dit beleg brak in het Duitse militaire kamp echter builenpest uit, waar Koenraad II Otto in september 1191 aan bezweek. Zijn lichaam werd eerst begraven in de Abdij van Montecassino, waarna zijn stoffelijke resten teruggebracht werden naar Praag.
Hij was gehuwd met Heilika van Wittelsbach, maar dit huwelijk bleef kinderloos.